# Day Trip to Bangor
Day Trip to Bangor (Didn't We Have a Lovely Time) är en sång med brittiska folkmusikgruppen Fiddler's Dram och deras sångerska Cathy Lesurf. Låten, som är skriven av Debbie Cook, är en nostalgisk berättelse om en dagsutflykt till en kustort. 
Fiddler's Drams inspelning från 1979 låg sammanlagt åtta veckor på den brittiska singellistan omkring årsskiftet 1979/1980. Bästa placering blev nummer tre, den 5 januari 1980.
Låten har spelats av den svenska artisten Gösta Linderholm, som kallade den Näktergalens ö.